# Chris Pappas

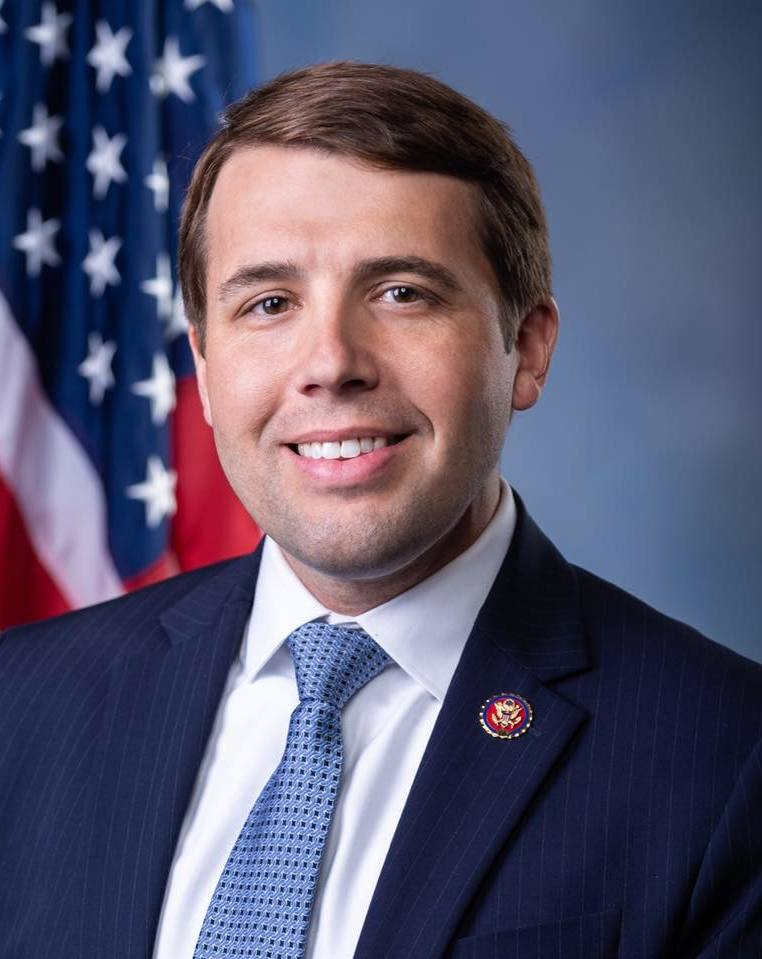
Chris Pappas (2019)

Christopher Charles „Chris“ Pappas (* 4. Juni 1980 in Manchester, Hillsborough County, New Hampshire) ist ein US-amerikanischer Politiker der Demokratischen Partei. Seit Januar 2019 vertritt er den ersten Distrikt des Bundesstaats New Hampshire im Repräsentantenhaus der Vereinigten Staaten.

## Leben
Pappas entstammt einer griechischen Familie und besuchte die Manchester Central High School und machte dort 1998 seinen Abschluss. Danach studierte er an der Harvard University und erhielt dort 2002 einen Bachelor of Arts. In Manchester (New Hampshire) ist er Miteigentümer des Familieneigenen Restaurants.

## Politik
Politisch schloss er sich der Demokratischen Partei an. Von 2003 bis 2007 war er Abgeordneter im Repräsentantenhaus von New Hampshire. Von 2007 bis 2011 war er Treasurer (Kämmerer) des Hillsborough County. Von 2013 bis 2019 war er Mitglied des Executive Council of New Hampshire.
Bei der Wahl 2018 bewarb sich Pappas im ersten Kongresswahlbezirk von New Hampshire für das US-Repräsentantenhaus, den Carol Shea-Porter bis dahin vertrat. Sie verzichtete auf eine weitere Kandidatur. Die demokratischen Vorwahlen gewann er gegen zehn weitere Bewerber mit 42,2 %. In der allgemeinen Wahl setzte er sich mit 53,6 % der Stimmen gegen den Republikaner Eddie Edwards und Dan Belforti von der Libertarian Party durch. Die Wahl zum Repräsentantenhaus der Vereinigten Staaten 2020 gewann er mit 51,3 % gegen Matt Mowers von der Republikanischen Partei und den Libertären Zachary Dumont.
Die Primary (Vorwahl) seiner Partei für die Wahlen 2022 am 13. September gewann er ohne Gegenkandidaten. Er trat dadurch am 8. November 2022 gegen Karoline Leavitt von der Republikanischen Partei an. Er konnte die Wahl mit 54,1 % der Stimmen für sich entscheiden. Bei der Wahl 2024 gewann Pappas die Vorwahl klar mit 95,2 %. In der Hauptwahl erlangte er gegen den Republikaner Russell Prescott 54 % der Stimmen und ist dadurch auch im Repräsentantenhaus des 119. Kongresses vertreten.
Im März 2025 wurden Pappas Pläne bekannt nicht bei der Wahl zum Repräsentantenhaus 2026 anzutreten, sondern sich um die Nachfolge von Jeanne Shaheen in der Senatswahl 2026 zu bewerben. Am 3. April 2025 erklärte Pappas als erster Kandidat offiziell seine Kandidatur für den Senatssitz von Shaheen.

### Ausschüsse
Pappas ist aktuell Mitglied in folgenden Ausschüssen des Repräsentantenhauses:
- Committee on Small Business
  - Innovation, Entrepreneurship, and Workforce Development
- Committee on Transportation and Infrastructure
  - Coast Guard and Maritime Transportation
  - Highways and Transit
  - Water Resources and Environment
- Committee on Veterans’ Affairs
  - Disability Assistance and Memorial Affairs
  - Oversight and Investigations